# Nandus nebulosus
Nandus nebulosus là danh pháp khoa học của một loài cá thuộc họ Cá sặc vện. Loài này được John Edward Gray đặt tên Bedula nebulosus năm 1835, tới năm 1852, Pieter Bleeker chuyển nó sang chi Nandus.

## Phân bố
Loài này được tìm thấy trong hai khu vực tách rời là tây nam Campuchia và đông nam Thái Lan, cũng như từ eo đất Kra về phía nam qua Malaysia, Singapore tới Brunei và Indonesia (Sumatra, Borneo).

## Đặc điểm
Loài cá nước ngọt và nước lợ, dài tới 12 cm, thông thường dài 6 cm.

## Môi trường sống
Tìm thấy trong các dòng suối, sông vùng đồi đến các vùng nước chảy chậm hay tù đọng như ao, hồ, đầm lầy than bùn. Ghi nhận tại các con suối nhỏ và rừng ngập nước. Đơn độc và có màu sắc bí ẩn, giống như một cái lá chết rụng. Thức ăn là cá nhỏ và động vật giáp xác.

## Sử dụng
Là một loại cá có giá trị trong mua bán cá cảnh. Hầu như không được sử dụng làm cá thực phẩm, trừ khi được đánh bắt lẫn với các loài cá thực phẩm khác.